# 1080p
1080p és la forma abreviada per a anomenar el tipus de senyal de vídeo que consisteix en 1080 línies de resolució espacial vertical adquirides a través de l'exploració progressiva p o seqüencial (àmpliament utilitzada en monitors de PC) d'una escena. És a dir, aquesta escena ha estat emmagatzemada o transmesa línia a línia i fotograma a fotograma mitjançant un escombrat d'imatge progressiu, el qual només necessita un escombrat per fotograma.
1080p combina una alta resolució amb una gran quantitat d'imatges per segon, cosa que permet veure molt més detall d'un segon a un altre, el resultat serà possible d'apreciar a través d'un monitor o televisió d'Alta Definició.

## Especificacions
De cada fotograma s'obté una resolució total de 2.073.600 pixels. Aquesta xifra és resultat dels 1920 píxels de resolució espacial horitzontal imposats per la relació d'aspecte panoràmica 16:9, que s'adapta millor al camp de visió humà, corresponents a cada una de les 1080 línies de resolució espacial vertical.

### Amplada de banda
Si s'explora un vídeo, es necessita més amplada de banda per transmetre el video resultant d'aquest escombrat (altrament dit no-entrellaçat) que no pas per transmetre'n un amb la mateixa resolució però obtingut amb l'escombrat entrellaçat. Per tant, alguns dels mitjans idonis per transmetre, en aquest cas, el 1080p seria a través l'HDMI (en digital) i el nou sistema TDT-2 (DVB-T2).

### Fotogrames
Una especificació completa que indica el nombre d'imatges o trames per segon que mostra la pantalla, el seu valor pot oscil·lar entre els 24 imatges/segons (valor mínim per no notar parpelleig) i les 60 imatges/segons (La maxima qualitat).
Cada estàndard de televisió digital accepta només un nombre d'imatges determinat:
- L'europeu (DVB) admet 25 i 50 fotogrames per segon (1080p25 i 1080p50)
- L'americà (ATSC) accepta 24 (1080p24), 30 (1080p30) i 60 fotogrames per segon (1080p60).

El nombre de fotogrames de 50 (1080p50) i 60 (1080p60) imatges per segon són considerats sistemes de televisió d'alta definició en proves, a països com Alemanya, on només es poden emetre amb còdecs H264 i H265, per l'elevat espai que ocupen.
Com més gran és el nombre de pixels verticals més resolució té el sistema i a major nombre de quadres per segon, més qualitat i estabilitat d'imatge percep l'ull. Per tant, 1080 50p combina una alta resolució amb una gran quantitat d'imatges per segon, cosa que permet veure molt més detall un segon d'imatge, el resultat serà possible d'apreciar a través d'un monitor o televisor d'Alta Definició Full HD o 4K.

## Agudesa visual per a 1080
L'agudesa visual és una capacitat del SVH per a distingir els petits detalls, cosa força interessant en 1080p. Per a una correcta distinció del detallisme del grau òptim de resolució i observar els avantatges es recomana col·locar-se a una distància aproximada de tres vegades l'altura de la pantalla, i a més, la capacitat de l'ull per a distingir el contingut de 1080p també depèn de la quantitat de contrast en la imatge o frame.

## Aplicacions

### Televisors
Actualment s'aplica en el comerç per referir-se als televisors de Molt Alta Definició (altrament coneguts pel nom en anglès Full HD), ja que permeten una reproducció molt fidel del senyal que reprodueixen i més en el cas que hagin estat adquirits a altes resolucions.

### Videojocs
Els videojocs poden ser renderitzats a 1080p. Les consoles actuals Xbox 360 (de Microsoft) i la PS3 (Play Station 3 de Sony) tenen sortida de 1080p. Les últimes versions de la Xbox 360 i totes les versions de la PS3 tenen connexió HDMI.

## Resolucions comunes

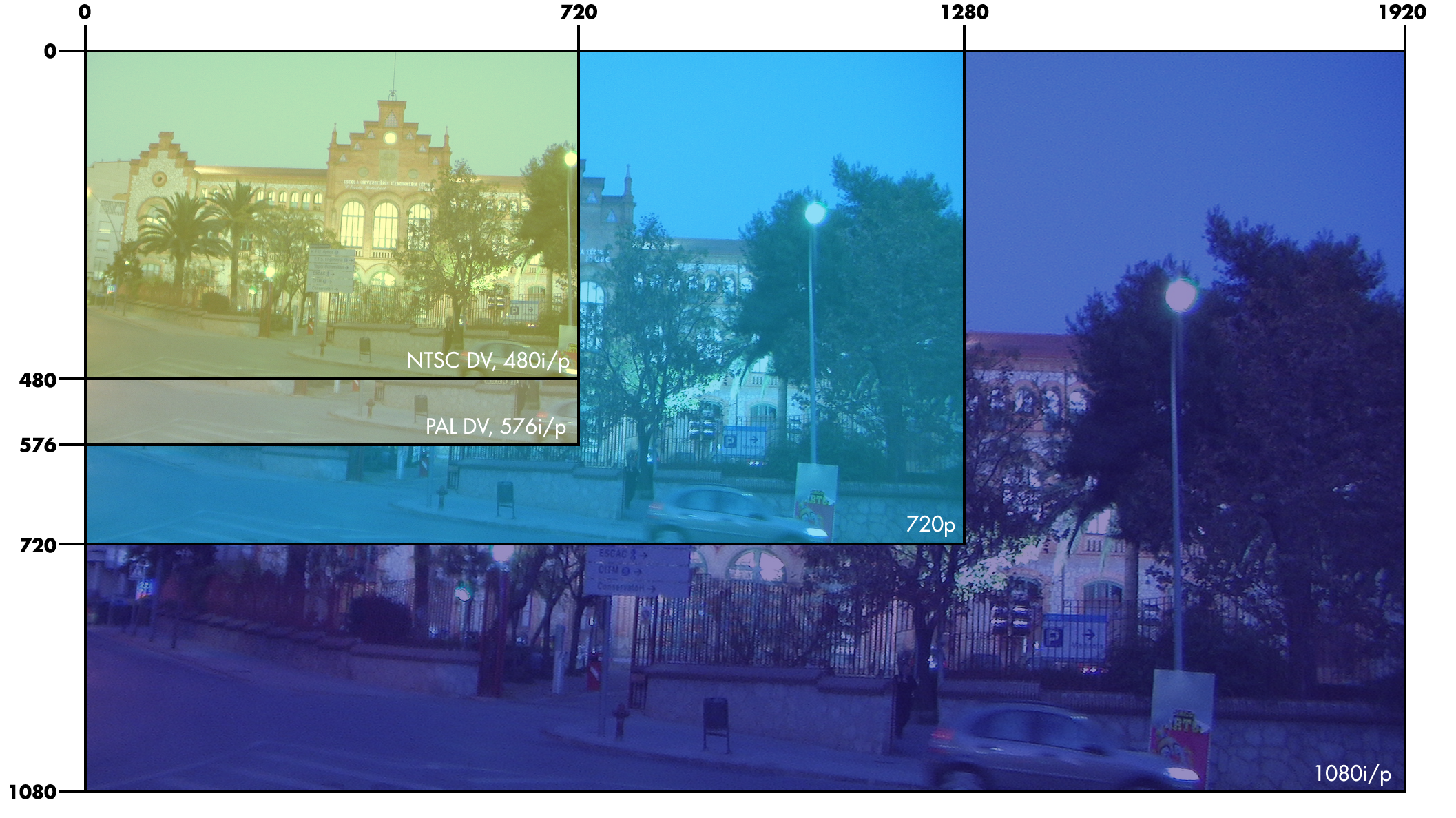
Comparació entre diferents tipus de resolucions